# Mauthaus (Nordhalben)
Mauthaus ist ein Gemeindeteil des Marktes Nordhalben im Landkreis Kronach (Oberfranken, Bayern).

## Geographie
Die Einöde liegt im tief eingeschnittenen Tal der Rodach. Die Staatsstraße 2207 führt nach Ködelberg (1,6 km nördlich). Die Staatsstraße 2707 führt nach Steinwiesen (4,1 km südwestlich) bzw. nach Stoffelsmühle zur Staatsstraße 2198 (4,2 km nordöstlich).

## Geschichte
Mauthaus bestand in der ersten Hälfte des 19. Jahrhunderts auf dem Gemeindegebiet von Nordhalben. Sie erhielt die Haus-Nr. 182 dieses Ortes.
Der Ort hatte einen Bahnhof an der Rodachtalbahn, die heute als Museumsbahn betrieben wird.

### Baudenkmal
- Floßbach

### Einwohnerentwicklung
| Jahr      | 001861 | 001871 | 001885 | 001900 | 001925 | 001950 | 001961 | 001970 | 001987 |
| Einwohner | 14     | 10     | 7      | 9      | 23     | 27     | 8      | 30     | 9      |
| Häuser    |        |        | 2      | 1      | 2      | 2      | 2      |        | 2      |
| Quelle    | [ 7 ]  | [ 8 ]  | [ 9 ]  | [ 10 ] | [ 11 ] | [ 12 ] | [ 13 ] | [ 14 ] | [ 1 ]  |

## Religion
Der Ort ist römisch-katholisch geprägt und nach St. Bartholomäus (Nordhalben) gepfarrt.